# Paul Beer
Paul Beer (Ratisbona, Alemania, diciembre de 1904 - Bogotá, Colombia, 21 de diciembre de 1979) fue un fotógrafo de origen alemán que llegó a Colombia a finales de la década de 1920, como consecuencia de la crisis económica en Alemania (1923) después de la Primera Guerra Mundial. Beer vivió y desarrolló su obra enteramente en Colombia. Su trabajo e interés por la documentación fotográfica lo llevan a ser un testigo excepcional del siglo XX en este país.

## Biografía

### Viaje a Colombia
Después de la Primera Guerra Mundial se desató en Alemania una Hiperinflación que tuvo varias causas directas; el país tenía que lidiar con la especulación monetaria internacional, con la carencia de productos básicos, el desequilibrio en la balanza de pagos, evitar la revolución y la anarquía, los problemas sociales, el desempleo, el desequilibrio en el presupuesto nacional y la enorme población extranjera a la que el Estado debía proporcionarle servicios públicos similares a los de sus nacionales.
Fue en esta situación que Beer, supo que Colombia existía porque en Alemania conoció a unos paisas, viajó entonces a este país en los años 30. Para pagar el pasaje en barco su mamá vendió una máquina de coser.
Su único hijo, Alejandro, un abogado de 51 años, cuenta que su padre, el fotógrafo alemán Paul Beer llegó a Colombia sin saber nada de su oficio y terminó siendo uno de los más memorables en cuanto a fotografía arquitectónica se trata. Fue un aventurero que se volvió fotógrafo. Trabajó en Honda y Barranquilla, con los Ferrocarriles Nacionales, y luego se estableció en Bogotá.

### Vida y obra
Después de su llegada a Colombia en 1928 y de múltiples correrías por el país, a mediados de los años 40, decide radicar su vida entre la comunidad de los nativos de Bogotá, conoce a su esposa, tiene un hijo colombiano, se hace a las costumbres locales y las fotografía día tras día, Muere en diciembre de 1979; los restos de Paul Beer reposan junto a los de su esposa en el cementerio alemán de Bogotá.
Paul Beer vivió la mayor parte de su vida en Colombia, testificando activamente los cambios esenciales que definen la estructuración espacial de la sociedad Colombiana. Beer pertenece al éxodo de intelectuales, artistas, industriales comerciales centroeuropeos y principalmente alemanes que llegaron a Colombia en la primera mitad del siglo XX. Beer arribó en tierras Colombianas a finales de los años 20, por lo cual se puede rastrear los inicios de su carrera en los años 30, periodo en el que la fotografía alcanza reconocimientos como medio artístico autónomo e inicia el auge de la fotografía comercial, la fotografía documental y la fotografía artística, las cuales sirvieron para mostrar la cambiante fisonomía del país, los acontecimientos políticos y las guerras, entre otros sucesos.
Beer tuvo la oportunidad de registrar a lo largo de su vida dos momentos extraordinarios muy representativos de la historia de Colombia; por un lado, una mirada al mundo indígena casi en las condiciones de un viaje al pasado, retrocediendo siglos en el tiempo y unos años más tarde al futuro, representado en las grandes transformaciones de la arquitectura y la ciudad de la modernización en Colombia. Dejó un enorme legado de más de 9000 negativos, de los cuales alrededor de 2000 son sobre sus viajes a la Orinoquía y la Amazonía, y 7000 sobre su actividad como fotógrafo industrial.

### Al interior de la Orinoquía
“(…) En muchos lugares tuvimos que usar la canoa de puente para pasar canales hondos y correntosos.
Las bellezas de estos raudales tan apartados de los caminos civilizados brindan al viajero que las mira una sensación, de grandeza y soledad que paga con creces las penalidades del viaje…” —Fragmento de texto escrito por Paul Beer donde describe su primer viaje a la Orinoquía.
Alrededor de 1937-1938 Paul Beer realizó un temprano viaje al Vichada, Guaviare, Vaupés y Guainía. Del cual también fue partícipe Félix V. DiGiovanni, un norteamericano que llegó al país a mediados de la década de los 30 y quien quizá organizó la expedición. Probablemente fue su idea hacer la expedición e invitó a Beer, quien pudo ver el viaje como una oportunidad única de conocer el país inexplorado.
El segundo viaje realizado sin DiGiovanni se llevó a cabo en una etapa (1940-1942) en la que la guerra había alcanzado a Beer, mientras el fotógrafo se encontraba en el Guainía y el Vaupés el entonces presidente de Colombia Eduardo Santos obligó a un grupo de Alemanes de las denominadas listas negras a ingresar a fincas de reclusión para posibles simpatizantes del Reich. (Como se cita en Colón Llamas, Rueda, & Fajardo, 2009)
En el trabajo fotográfico realizado en estos viajes Beer se dedica principalmente al retrato y al registro de costumbres, viviendas y a los paisajes encontrados. Realizó series completas a partir del seguimiento detallado de las actividades de vida de los indígenas, existen registros fotográficos sobre la construcción de una maloca, la preparación de la yuca brava, escenas de caza y pesca, elaboración de vasijas, pintura facial, ceremonias de baile, fabricación de una canoa y curación de un enfermo.
No son claras las razones que motivaron a llevar a cabo estas expediciones, pero según las rutas trazadas, y las narraciones de Beer a su hijo parecería que parte del viaje consistió en tratar de contactar a las comunidades en las mayores condiciones de aislamiento posible para poder registrar grupos no contaminados por la civilización occidental. Su trabajo es un completo y detallado estudio etnográfico visual sobre diferentes comunidades de los indígenas de la zona oriental de Colombia; es una muestra de la existencia de otras naciones dentro de una nación, documentados por Beer para los colombianos encerrados en sus ciudades andinas y costeras.
Luego de estas expediciones Beer nunca volvió a retratar personas sino que se enfocó en la fotografía arquitectónica, su trabajo más conocido.

### Fotografías de una ciudad moderna
Beer fija su residencia en la ciudad de Bogotá a mediados de los años 40, en un periodo en el que se inicia un crecimiento y desarrollo urbano sin precedentes que posteriormente transformaría por completo la imagen de la ciudad.
A partir de la segunda mitad del siglo XX, se evidencia la transformación urbanística y modernización de la ciudad, Beer registra objetivamente en su trabajo algunos elementos característicos de este proceso, la evolución de obras de arquitectura e ingeniería a gran escala, el surgimiento de los nuevos centros financieros, las grandes fábricas, los barrios de vivienda en serie, las edificaciones modernas para oficinas, la construcción de avenidas y los espacios interiores y exteriores de residencias. Estos componentes hacen su aparición de forma intensiva en el paisaje urbano de Bogotá y no solo van a transformar de manera radical su imagen, sino también su funcionamiento, su forma de vida y su espíritu.
En 1948, año de agitación política y social por la muerte del dirigente liberal Jorge Eliécer Gaitán, Beer abrió en el centro de Bogotá las puertas del laboratorio fotográfico Foto industrial Paul Beer, especializado en el registro fotográfico de arquitectura, ingeniería y publicidad. Desde comienzos de la década de los 50 Paul Beer fue contratado por varias firmas de arquitectos para registrar la construcción y finalización de los edificios que entonces estaban transformando la cara de la ciudad. Este registro, evidencia el paso de la ciudad a la metrópoli: los archivos de Paul Beer se han convertido con el tiempo en un registro de la memoria urbana de Bogotá.
Beer se vio enfrentado a varios retos para realizar las capturas de los edificios y presentarlos ante los ojos del espectador. Como lo menciona Colón en Metamorfosis de una ciudad con diferentes técnicas Beer lograba capturar en su totalidad edificios de gran altura y luego los modificaba en el laboratorio, con una ampliadora construida por el mismo para corregir deformaciones ocasionadas por la perspectiva, con esto lograba idealizar los edificios y darles un aspecto de perfección. Esta es una de las características más particulares de la obra de Beer y es lo que hace de su obra, una muestra valiosa, que hoy hace parte del archivo fotográfico del Museo de Bogotá.

## Metamorfosis de una ciudad: Bogotá en la lente de Paul Beer
En diciembre de 2003 el Museo de Bogotá adquirió 850 ampliaciones fotográficas de Beer, que junto a los fondos documentales de otros fotógrafos conforman un importante archivo fotográfico. Estos fondos documentales de fotografías registran desde los primeros años del siglo XX diversos aspectos de la construcción en la ciudad, sus manifestaciones culturales y sus hechos históricos más relevantes.
El uso que se puede hacer de las fotografías de Paul Beer en el presente plantea unos retos muy diferentes a aquellos para los cuales fueron creadas originalmente estas imágenes. Hoy pueden ser observadas como objetos de memoria que evocan el pasado y la trasformación de la ciudad capturada en ellas, como menciona Margarita González en su artículo sobre Beer, estas fotografías tienen la capacidad de servir como sustituto memorial: no importa si en las imágenes reconocemos sólo algunas cosas. Estas nos demuestran que la ciudad no siempre ha sido la misma, es decir, nos permite confrontar nuestro momento presente con el presente de la fotografía.
Con la exposición Metamorfosis de una ciudad: Bogotá en la lente de Paul Beer, se busca que a través de las fotografías se desarrolle un diálogo con el observador, poniendo en evidencia la utilidad de estas para contribuir a la activación de la memoria colectiva; y que esta obra como aliada de los museos proporcione a la civilización moderna un sentido directo al pasado, dotado de relevancia y convertido en icono a partir del conocimiento que el observador mismo le concede. Es allí donde esta obra realmente empieza a ser objeto de la memoria, cuando el observador reconoce o desconoce su propia historia y la de la ciudad que habita, convirtiendo la muestra, en un contenedor de historias y de miles de voces que son muestra no solo del pasado de una ciudad sino también del presente y el futuro de esta.